# Phantom of the Paradise
Ne doit pas être confondu avec Phantom of the Opera.
Pour plus de détails, voir Fiche technique et Distribution.
Phantom of the Paradise ou Le Fantôme du Paradis est un film musical américain réalisé par Brian De Palma et sorti en 1974. Librement adapté du roman Le Fantôme de l'opéra de Gaston Leroux, il se déroule dans l'univers du glam-rock des années 1970.
Le rôle de « Swan » est interprété par le compositeur Paul Williams, lequel signe également la bande originale du long métrage. À sa sortie, le film est un échec commercial au box-office américain et reçoit des critiques globalement négatives. Toutefois, à l'international et avec les éditions successives en vidéo, la perception évolue au fil des décennies avant que cette oeuvre devienne culte. La bande originale éditée en disques, cassettes, CD et diverses supports connaît des dizaines de versions dans le monde et l'album obtient près de 100 000 ventes dès sa sortie en 1974.

## Synopsis
Propriétaire de la maison de disques Death Records, le puissant et mystérieux Swan, recherche la partition musicale digne d'ouvrir son Paradise, une salle de spectacle qu'il vient de faire construire. Il découvre par hasard la musique d'un jeune obscur compositeur de musique classique Winslow Leach, talentueux mais timide et qui aspire toutefois à percer dans le métier. Winslow accepte de fournir les ébauches de sa cantate, à condition de l'interpréter lui-même au piano, ce que Swan refuse, le trouvant trop peu charismatique. Après plusieurs semaines de silence et d'absence, Winslow demande à voir Swan avec lequel un rendez-vous a été convenu, mais l'hôtesse d'accueil de la société de Swan, également la groupie du magnat de l'industrie du spectacle, fait éconduire brutalement Winslow. Le compositeur parvient toutefois à s'introduire clandestinement au domicile de Swan, où le producteur fait passer des auditions à de jeunes femmes, pour constituer une formation de choristes. Il découvre la belle Phoenix, qu'il trouve trop douée pour se contenter des chœurs. Ayant refusé de coucher avec Philbin, le bras droit de Swan, la talentueuse Phoenix est exclue de la sélection. Reconnu, Winslow est expulsé par Swan et celui-ci fait cacher de la drogue sur lui pour le compromettre. Le juge, corrompu par Swan, condamne Winslow à vingt ans de prison au pénitencier de… Sing Sing, clin d'oeil ironique anglais dont le nom de la prison peut se traduire par : « Chante, chante ! ».
La partition originale est exploitée par Swan; il la confie à un chanteur glam-rock en vogue mais sans talent, qui la transforme aussitôt en une succession de hurlements autant médiocres que vulgaires, trahissant la profondeur et la poésie de l'oeuvre originale.
Le compositeur entend à la radio, cette version dégénérée de sa composition, destinée à faire l'ouverture du Paradise. Winslow parvient à s'évader et il s'introduit dans les usines Death Records pour y détruire les disques. Maladroit et fébrile, il se trouve immobilisé dans la cabine de presse à disques à la suite d'un faux mouvement. Son visage est embouti, gravement brûlé et écrasé par la machine : une moitié de sa face est détruite. Poursuivi par la police, Winslow s'enfuit de justesse et on voit son corps sombrer dans les eaux obscures du port. Toutefois, il en réchappe et réussit à s'introduire dans le Paradise. Dès lors, il se confectionne une tenue pour cacher son identité, notamment un masque à la fois grotesque et effrayant. À cause de son accident, ses cordes vocales ont été brûlées et sa voix devenue caverneuse et rauque, ne lui permet plus de chanter désormais.
Quelque temps plus tard, les répétitions de l'opéra rock sont perturbées par des attentats non revendiquées. Grâce à son réseau de caméras vidéo disséminées partout, Swan n'a aucun mal à identifier Winslow. Il le retrouve et le convainc de signer une accord avec lui. Il lui offre les moyens d'achever son opéra et de respecter son choix pour l'interprète principal, en échange de l'arrêt des attentats. La jeune Phoenix, revenue tenter sa chance chez Swan, est sélectionnée par Winslow. Le producteur semble se ranger à son choix. Winslow, comprend qu'il ne pourra jamais chanter sur scène, en raison des séquelles de son accident, accepte le pacte que Swan lui a proposé. Swan lui offre la libre jouissance de son studio d'enregistrement ultra-moderne, pour faciliter son travail. Swan parvient à régler les effets spéciaux d'un décodeur vocal portatif permettant à Winslow de parler à peu près normalement et le compositeur prononce à plusieurs reprises le nom Phoenix pour ces ajustements. Pour sceller le pacte, Swan lui fait signer un épais contrat avec une goutte de son sang. Winslow ignore que Swan s'est joué de lui. Le producteur a uniquement engagé Phoenix comme choriste, et il sélectionne un groupe de hard-rock, mené par Beef, pour chanter à sa place. Reclus dans le studio 24 sur 24 et travaillant sous amphétamines, Winslow n'a aucun moyen de savoir qu'il est une fois de plus manipulé et que Beef transforme ses partitions pour qu'elles correspondent à son registre vocal. Brillant ingénieur du son Swan parvient à remixer et transformer la voix synthétique et désagréable de Winslow en une voix suave, expressive et douce, grâce à différents traitements du son. Une fois la cantate achevée, Swan subtilise les dernières pages écrites de la partition et ordonne que Winslow totalement épuisé et drogué, soit emmuré dans le studio.
À son réveil, le jour de la grande première, Winslow comprend qu'il a été joué. Il parvient à défoncer le mur censé l'emprisonner, dont le ciment n'est pas encore figé et il s'évade. Dans la loge du rocker Beef, le fantôme rebelle menace de mort le chanteur s'il ne cède pas sa place à Phoenix. Ce dernier veut s'enfuir mais Philbin le force à monter sur scène dès le début du spectacle retransmis en direct à la télévision et à la radio. La représentation commence sous les acclamations du public mais Beef meurt électrocuté, exécuté par Winslow. Pour calmer le fantôme et le public, Swan fait monter Phoenix sur scène. Sa voix enchante immédiatement l'auditoire, y compris Winslow, lequel vient d'assassiner un machiniste pour pouvoir braquer lui-même le faisceau du projecteur sur la jeune femme. À la fin de la représentation, Winslow entraîne Phoenix sur le toit du Paradise et tente de lui parler. Mais horrifiée, elle ne le reconnaît pas, ne se souvenant pas de son nom. Elle s'enfuit pour se jeter dans la voiture de Swan. Désespéré, Winslow assiste à travers un vélux sur la toiture, à une étreinte entre Phoenix et Swan puis se plante un couteau en plein cœur.
Swan, assiste à son suicide avec son réseau de caméras vidéo, le rejoint sur le toit et il jette le contrat sur le corps de Winslow avant d'arracher le couteau de son torse. Winslow revient violemment à la vie et Swan lui explique les termes d'un article subsidiaire qu'il n'a pas lu : Winslow s'est vendu à Swan et a perdu le droit de mourir. Dès lors, Swan entend l'obliger à travailler pour lui pour rien, car sa fin signifierait désormais celle de Winslow également. De colère, Winslow reprend son couteau et poignarde Swan, qui retire la lame sans une égratignure. Lui aussi est sous contrat. Winslow s'enfuit.
Se croyant débarrassé de son rival, Swan modifie la fin de la cantate pour qu'elle s’achève par son mariage avec Phoenix, juste avant qu'elle ne soit tuée par un assassin sous contrat, loué pour l'occasion à des fins de promotion et de scandale. Plus prudent désormais, Winslow parvient à se glisser dans l'appartement de Swan. Il y découvre un enregistrement sur bande vidéo contenant le contrat que Swan a lui-même signé : en échange de son âme, Swan ne vieillira pas, son image subissant à sa place les outrages du temps. Pour autant, le démon avec lequel Swan a signé l'avertit : si la vidéo est détruite, son contrat prendrait fin instantanément. Le début d'un autre enregistrement vidéo informe Winslow du piège également tendu à Phoenix. Il déclenche un incendie détruisant la vidéo mais également plusieurs copies de sécurité.
Winslow tente de repérer le tireur alors que le spectacle atteint son point culminant : Philbin, déguisé en prêtre, est sur le point d'unir Swan et Phoenix dans les liens du mariage. Winslow isole le tueur et dévie son tir, abattant Philbin à la place. Winslow s'élance dans la masse des danseurs et du public et s'empare d'une coiffe d'oiseau garnie d'un bec de fer. Sachant le contrat détruit, Winslow poignarde Swan à mort, imité par le public, alors en transe. La mort de Swan provoque la réouverture de sa blessure au cœur et Winslow se traîne jusqu'à la belle Phoenix paralysée par la peur et par l'effroi. Lorsque Winslow rend l'âme et présente le côté intact de son visage, Phoenix le reconnaît enfin, faisant ainsi le lien entre ce « Winslow » et l'homme qu'elle a rencontré le jour de la première audition.

## Fiche technique
- Titre original : Phantom of the Paradise
- Titre français : Phantom of the Paradise ou Le Fantôme du Paradis[2],[3]
- Réalisation et scénario : Brian De Palma d'après le roman de Gaston Leroux
- Musique : Paul Williams
- Photographie : Larry Pizer
- Cadreur : Ronnie Taylor
- Montage : Paul Hirsch
- Maquillage : John Chambers
- Production : Edward R. Pressman
- Société de production : Harbor Productions
- Société de distribution : 20th Century Fox
- Budget : 1 300 000 $[4]
- Pays de production :  États-Unis
- Langue originale : anglais
- Format : Couleurs (DeLuxe) - son Stéréo
- Genre : comédie horrifique, musical, fantastique
- Durée : 92 minutes
- Dates de sortie[3] :
  - États-Unis : 31 octobre 1974
  - France : 25 février 1975
- Interdit aux moins de 12 ans lors de sa sortie en salles en France

## Distribution
Remarque : Le film fut doublé pour sa sortie en VHS en 1989
- Paul Williams (VF: Luq Hamet) : Swan
- William Finley (VF: Emmanuel Jacomy) : Winslow Leach
- Jessica Harper (VF: Véronique Soufflet) : Phoenix
- George Memmoli (en) (VF: Michel Vigné) : Arnold Philbin
- Gerrit Graham (VF: Philippe Peythieu) : Beef
- Archie Hahn, Jeffrey Comanor et Peter Elbling (crédité comme Harold Oblong) : The Juicy Fruits / The Beach Bums / The Undead
- Rod Serling : la voix d'introduction (non crédité)
- Mary Margaret Amato : la groupie de Swan

## Production

### Genèse et scénario
Phantom of the Paradise est le remake rock du film muet Le Fantôme de l'Opéra, lui-même adapté du roman éponyme de Gaston Leroux. 
« S'il constitue une sorte de parodie de l'univers rock, le film peut également être compris comme une réflexion fine sur la place de la reproduction et de l'enregistrement dans les sociétés contemporaines. »
Le film est en partie inspiré par l'expérience « traumatisante » qu'a vécue Brian De Palma sur le tournage de son film Get to Know Your Rabbit (1972) dont il a été renvoyé par la Warner Bros. avant qu'elle remonte le film et le termine sans lui.
Brian De Palma commence par développer ce projet pour le producteur Martin Ransohoff, puis, comprenant qu'il ne le produira pas, il en rachète les droits et les revend à Edward R. Pressman. Celui-ci est enthousiasmé et Paul Williams est engagé comme compositeur.
La première version du scénario est écrite avec Louisa Rose, qui avait déjà participé au scénario de Sœurs de sang, le précédent film de Brian De Palma.

### Attribution des rôles
Brian De Palma demande au compositeur du film, Paul Williams, d'interpréter le rôle de Swan : il le juge d'une part excellent comédien et estime d'autre part que son allure, « très petit, très étrange mais très intéressant » ainsi que son « humour noir » siéront au personnage. Le personnage est inspiré du producteur américain Phil Spector.
William Finley, l'acteur qui tient le rôle de Winslow, jouait dans le film précédent du réalisateur, Sœurs de sang. Une bonne partie de l'équipe technique a aussi travaillé sur ce film. Le réalisateur engage Jessica Harper, qui joue Phoenix, après l'avoir vue dans une pièce du Off-Broadway, trouvant sa voix « incroyable. »
Les personnes incarnant le groupe Juicy Fruits sont des comédiens d'improvisation. Ils ont constitué un véritable groupe à Los Angeles par la suite, les Groundhogs. William Finley était ami avec l'un d'eux. Peter Elbling, crédité sous le nom de Harold Oblong, chante Somebody Super Like You. Les autres membres du groupe sont Jeffrey Comanor et Archie Hahn.

### Musique
Paul Williams, qui joue également dans le film, écrit et compose toutes les chansons présentes dans le film.
Liste des titres
1. Goodbye, Eddie, Goodbye – The Juicy Fruits / Archie Hahn
2. Faust – William Finley
3. Upholstery – The Beach Bums / Jeffrey Comanor
4. Special to Me – Jessica Harper
5. The Phantom's Theme (Beauty and the Beast) – Paul Williams
6. Somebody Super Like You (Beef construction song) – Harold Oblong / The Undead
7. Life at Last – Ray Kennedy
8. Old Souls – Jessica Harper
9. Faust - Paul Williams
10. The Hell of It - Paul Williams

## Distinctions

### Récompenses
- Festival international du film fantastique d'Avoriaz 1975 : Grand Prix[10]
- Syndicat français des critiques de cinéma 2007 : meilleur édition DVD simple

### Nominations
- Oscars 1975 : meilleure partition de chansons et adaptation musicale pour Paul Williams et George Aliceson Tipton
- Golden Globes 1976 : meilleure musique pour Paul Williams
- Prix Hugo 1975 : meilleur film dramatique
- Writers Guild of America Awards 1975 : meilleur scénario original pour une comédie pour Brian De Palma
- Saturn Awards 1976 : meilleur film d'horreur

## Autour du film
- En visite sur le plateau du film, George Lucas, ami de De Palma, fut très impressionné par les décors et les accessoires du film. À cette époque, il a réalisé American Graffiti et est à la recherche de nouvelles idées pour son scénario de Star Wars. Ainsi, il s'inspirera du masque lumineux, du personnage parlant et respirant grâce à un appareil et de la voix rauque de Winslow pour son personnage de Dark Vador. George Lucas reprend également l'idée du texte défilant pour le générique d'entrée[8].
- Dans le plan où la secrétaire de Death Records regarde le dossier de Winslow Leach, tous les autres noms de dossier sont ceux de personnalités du show-biz (on peut notamment voir Alice Cooper et Peter Fonda). Une exception, toutefois : la présence de l'homme politique George McGovern.
- Dans la scène où Swan se félicite des modifications de la voix de Winslow après lui avoir ajouté des filtres audio, c'est en réalité Paul Williams que l'on entend chanter.
- Les fiches de Monsieur Cinéma, vendues dans les années 1970, donnent quelques infos intéressantes sur les déboires légaux qu’a connus Brian De Palma en 1974. D’abord intitulé Phantom, le titre du film est rapidement modifié avec l’extension que l’on connaît, à la suite de pressions du studio Universal et du King Features Syndicate. Ensuite, le label d’origine de Swan, Swan Song (« le chant du cygne »), doit lui aussi être modifié : il devient Death Records, pour des raisons de droits, car Swan Song Records était un véritable label, qui appartenait à Atlantic Records. Le logo Swan Song sera alors effacé de la pellicule déjà impressionnée.
- Le groupe du film The Juicy Fruits est un hommage au groupe Juicy Lucy qui fut celui de Paul Williams en 1970.
- Dans le manga de dark-fantasy Berserk de Kentaro Miura, le casque de Griffith et le visage de Femto semblent avoir été directement inspirés par le masque de Winslow Leach.
- Les membres du groupe français de musique électronique Daft Punk se seraient (selon Paul Williams) grandement inspirés du film lorsqu'ils décidèrent de se cacher derrière des masques[11],[12].
- Le personnage principal du film doit son nom à Wilford Leach, professeur d'art dramatique dont De Palma a été l'élève[13].
- C'est la voix de Rod Serling, le créateur de la série télévisée La Quatrième Dimension, qu'on entend présenter le personnage de Swan lors de l'introduction du film.
- La mise en scène, le décor, les costumes et maquillages du groupe du film The Undead s'inspirent d'Alice Cooper.

## Analyse

### Thèmes du film
Le film aborde, de manière particulièrement forte, un thème récurrent dans l'œuvre de De Palma, celui du double. Le héros, Winslow, voit dans Swan « le reflet du monstre qu'il aurait pu devenir ».
Le personnage de Swan, comme d'autres dans les films de Brian De Palma, vit dans une réalité qu'il s'est créée lui-même et à laquelle son entourage doit se conformer. La « cour » qui se trouve autour de lui et qui le vénère lui renvoie une image altérée du monde, et c'est dans cette image qu'il croit vivre. Il contrôle de manière absolue le monde dans lequel il vit. De l'aveu même du réalisateur, ce personnage est en grande partie inspiré du producteur Phil Spector.